# Lněnka rolní

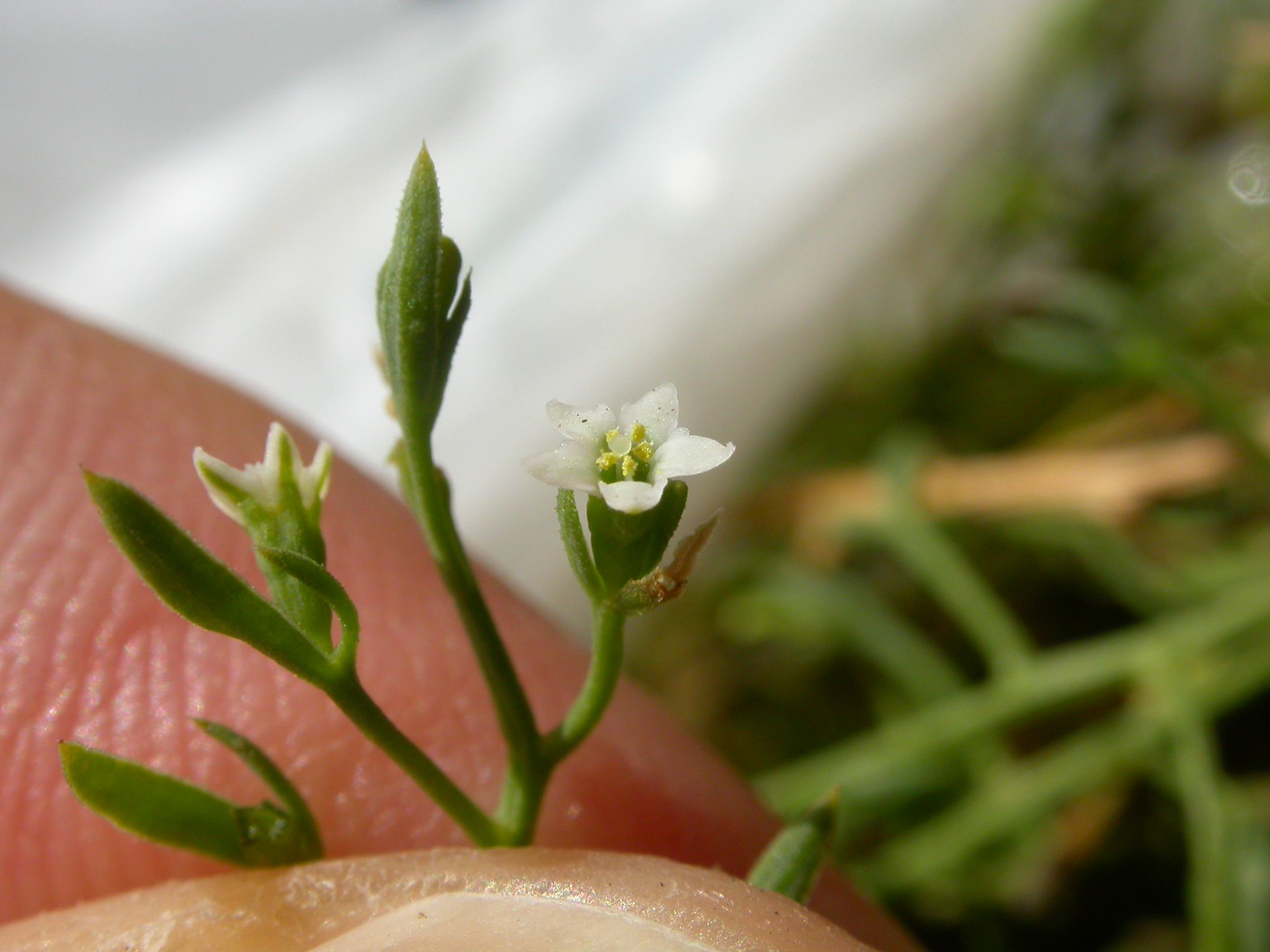
Květy

Lněnka rolní (Thesium arvense) je nižší, často poléhavá, vytrvalá, velice nenápadná, kriticky ohrožená poloparazitická rostlina.

## Rozšíření
Je jedním z druhů rodu lněnka s velkým areálem výskytu. Vyrůstá od Střední Evropy (především v panonské oblasti Uherské nížiny) přes Ukrajinu, Rusko, Malou Asii, Blízký východ až do Střední Asie, na jižní Sibiř a západ Číny. Na našem území dosahuje západní kontinentální hranice rozšíření. V nedávné době byla nalezena také ve Spojených státech amerických a v Kanadě.
Helofytní rostlina obvykle roste na osluněných sušších písčitých nebo kamenitých loukách a pastvinách, polních úhorech, travnatých mezích nebo v okolí polních cest. V České republice se nachází téměř výlučně v termofytiku na jihu Moravy, nejvíce v Dyjsko-svrateckém úvalu, okolí Hustopečí a Znojma. Vyskytuje se v nadmořské výšce od 140 do 360 m. Malá izolovaná lokalita je dále v Polabí u Starého Kolína. V ČR je součásti společenstev svazů Festucion valesiaceae a Plantagini-Festucion ovinae.

## Popis
Vytrvalá bylina s nespecifickým poloparazitickým způsobem života. Z krátkého, mnohohlavého, dřevnatého oddenku bez plazivých výběžků vyrůstá několik lodyh, nejčastěji od 5 do 15. Podélně rýhované lodyhy dlouhé 10 až 40 cm jsou poléhavé nebo vystoupavé, většinou rozvětvené a lysé nebo osténkatě drsné. Porůstají téměř přisedlými listy o délce 1,5 až 3,5 cm a šířce 1 až 1,5 cm. Jednožilné listové čepele jsou tvaru čárkovitého a na konci zašpičatělé, po obvodě bývají celokrajné nebo s drobnými zoubky a mívají barvu žlutě zelenou nebo tmavě zelenou.
Složené květenství lata, zřídka kdy hrozen, se vytváří v horní třetině délky lodyhy. Nitkovitě tenké květonosné větvičky 1 až 1,5 cm dlouhé jsou téměř vodorovně odstálé a nesou vždy jen po jednom květu. Čárkovitý, lysý květní listen je dlouhý 1 až 1,2 cm, po obvodě je zoubkovaný a bývá barvy zelené nebo žlutozelené; je téměř nezřetelně jednožilný. Listence jsou také čárkovitého tvaru a dlouhé 3 až 7 mm.
Květy vyrůstající na kratičkých stopkách (nebo řídce přisedlé) jsou čtyř nebo častěji pětičetné. Mají 2 až 3 mm dlouhé vytrvalé, nálevkovité okvětí rozčleněné do široce trojúhelníkovitých cípů, uvnitř je bílé a z vnější strany zelené nebo nahnědlé. V květu jsou čtyři nebo pět tyčinek a spodní semeník s jedinou bliznu. Vykvétá od dubna do července.
Plod elipsoidního tvaru je dlouhý 2,5 až 3 mm a široký 1,5 mm, barvu má zelenou až nahnědlou, podél je jemně žilkovaný, plodní stopka je hnědavá. Je obalen suchým kuželovitým okvětím o délce asi 0,7 mm s dovnitř zahnutými cípy. Rozmnožuje se hlavně semeny.

## Ohrožení
V České republice lněnky rolní neustále ubývá, v současnosti je odhadován její výskyt asi jen na 20 až 30 malých populací, její početní stavy jsou nízké a výhled neutěšený. V nedávné minulosti počala její populace znatelně chřadnou a to následkem eutrofizace nebo naopak nedostatkem péče o pozemky kdy její stanoviště počala zarůstat křovinami a invazním býlím. Ochrana míst na kterých vyrůstá není většinou zabezpečena a zajištění stálé kultivace stanovišť je nereálné.
Podle „Seznamu cévnatých rostlin květeny České republiky“ z roku 2012 je lněnka rolní považována za druh kriticky ohrožený (C1 b), zákonem chráněna ale není. Na Slovensku patří ((slovensky) ľanolistník roľný) mezi zranitelné druhy (VU).